# آشا صفایی
آشا صفایی (به انگلیسی: Ahsha Safaí) (متولد ۱۹۷۳) مقام منتخب آمریکایی در سان فرانسیسکو، کالیفرنیا است. وی به عنوان عضوی از شورای نظار سانفرانسیسکو به نمایندگی از حوزه نظارتی ۱۱ فعالیت می‌کند.
منطقه ۱۱ شامل محله‌های اکسلسیور، Ingleside، اوشنویو، مرسد هایتس، اینگلساید هایتس، میشن تریس، اوتر میشن، کایوگا و کراکر امزان است.

## اوایل زندگی، تحصیلات و شغل
صفایی در سال ۱۹۷۳ در ایران متولد شد و در سن ۵ سالگی با مادرش به کمبریج، ماساچوست نقل مکان کرد. وی وارد دانشگاه نورث ایستن شد و از آنجا فارغ‌التحصیل لیسانس علوم سیاسی و مطالعات سیاهپوستان آمریکایی شد. وی بعداً مدرک کارشناسی ارشد خود را در زمینه برنامه‌ریزی شهری از انستیتوی فناوری ماساچوست (MIT) دریافت کرد.
در سانفرانسیسکو، صفائی به عنوان مدیر سیاسی اتحادیه دربانان محلی کار می‌کرد. در سال ۲۰۰۸، وی برای کرسی حوزه ۱۱ در هیئت نظارت بر سانفرانسیسکو در برابر جان آوالوس نامزد شد و با اختلاف کم از او شکست خورد. صفائی در سال ۲۰۱۶ بار دیگر نامزد انتخابات شد و با موفقیت جایگزین آوالوس شد که به دلیل محدودیت دوره‌ها دیگر مجاز به رقابت نبود. در طول انتخابات ۲۰۱۶، او در برابر کیمبرلی آلوارنگا قرار گرفت. صفائی از سوی سان فرانسیسکو کرانیکل مورد حمایت قرار گرفت.